# 加耶斯特河
加耶斯特河（法語：Gailleste，法語發音：[ɡajɛst]）是法国奥克西塔尼大区上比利牛斯省的河流，是阿杜尔河的左支流，长6.87千米。